# Abarth 124 Spider
L'Abarth 124 Spider è un'autovettura prodotta dalla casa automobilistica italiana Abarth dal 2016 al 2019. Essa rappresenta la versione elaborata ad alte prestazioni dell'omonima spider costruita dalla FIAT.

## Contesto
Il responsabile FCA in Europa Alfredo Altavilla ha annunciato nel novembre del 2015 una versione sportiva marchiata Abarth della nuova Fiat 124 Spider. Nel dicembre 2015 sono spuntati i primi muletti per i test pre-serie.
Al salone dell'automobile di Ginevra del 2016 viene presentata ufficialmente l'Abarth 124 Spider.
L'auto si ispira alle linee della progenitrice Fiat 124 Abarth Rally, con prese d'aria più grandi e accattivanti, scarichi posteriori doppi Record Monza con Dual Mode (che apre una valvola nel silenziatore per avere all'occorrenza più rombo o silenziosità) e una carrozzeria con vernice bicolore con il cofano motore e del bagagliaio verniciati di nero come l'antenata e dettaglio di colore rosso quali lo spoiler anteriore, le calotte degli specchietti e il badge nella calandra.

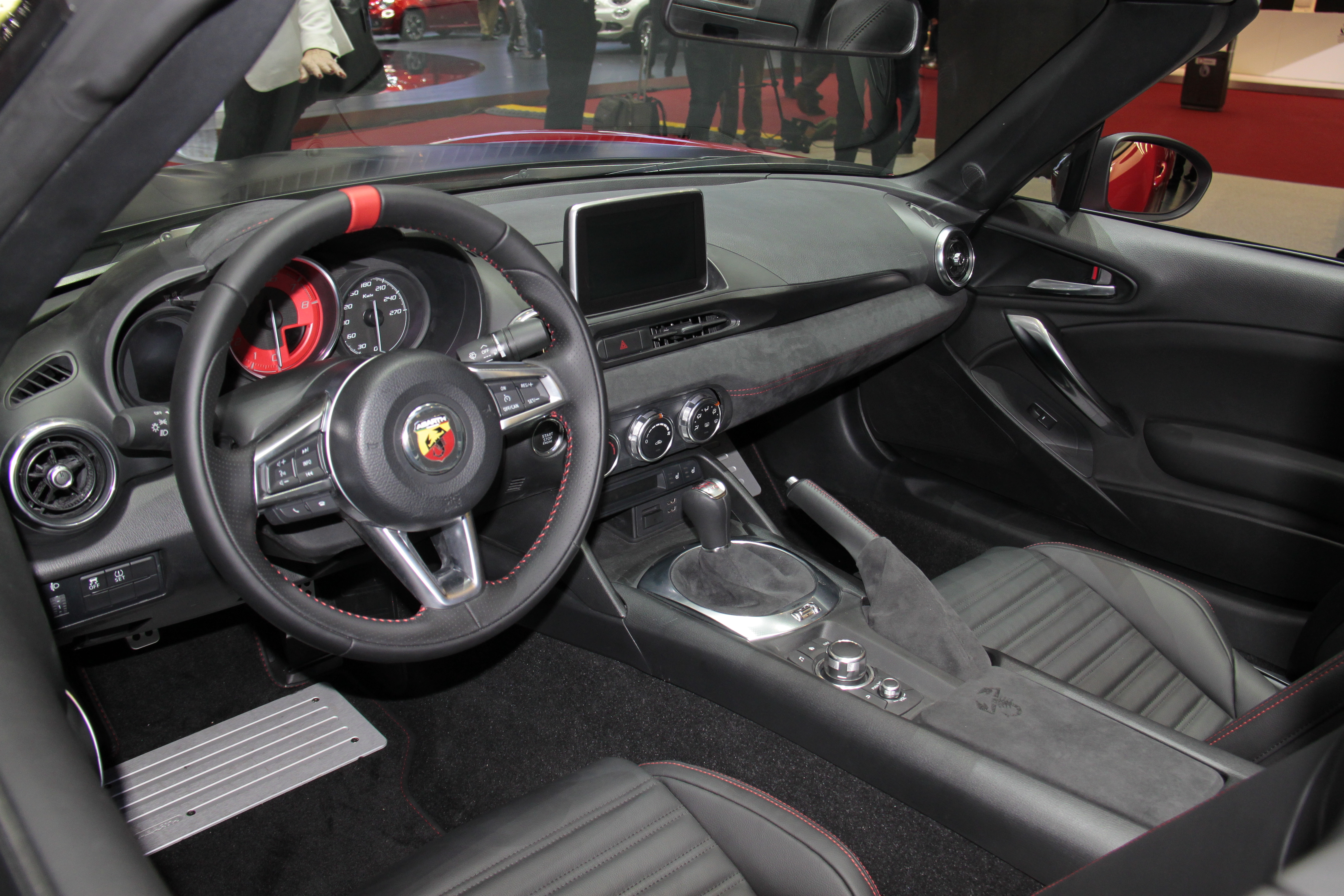
Interni

Gli interni, molto simili a quelli della scoperta nipponica, presentano finiture in Alcantara.

## Tecnica
Il motore MultiAir 1.4 turbo a 4 cilindri in linea arriva a erogare 170 CV e 250 Nm di coppia con una velocità massima di 232 km/h e una accelerazione da fermo nello 0–100 km/h di 6,8 secondi, grazie al peso contenuto in soli 1.060 kg (10 kg in più rispetto alla versione base che diventano 1080 col cambio automatico) e con una distribuzione del peso 50:50 tra gli assi. La trazione è posteriore con cambio manuale a 6 marce con l'opzione di un automatico con la stessa rapportatura e i freni prodotti dalla Brembo hanno dischi autoventilati anteriori con misure dimensionali di 280 mm con pinza a 4 pistoncini monoblocco fissa in alluminio.

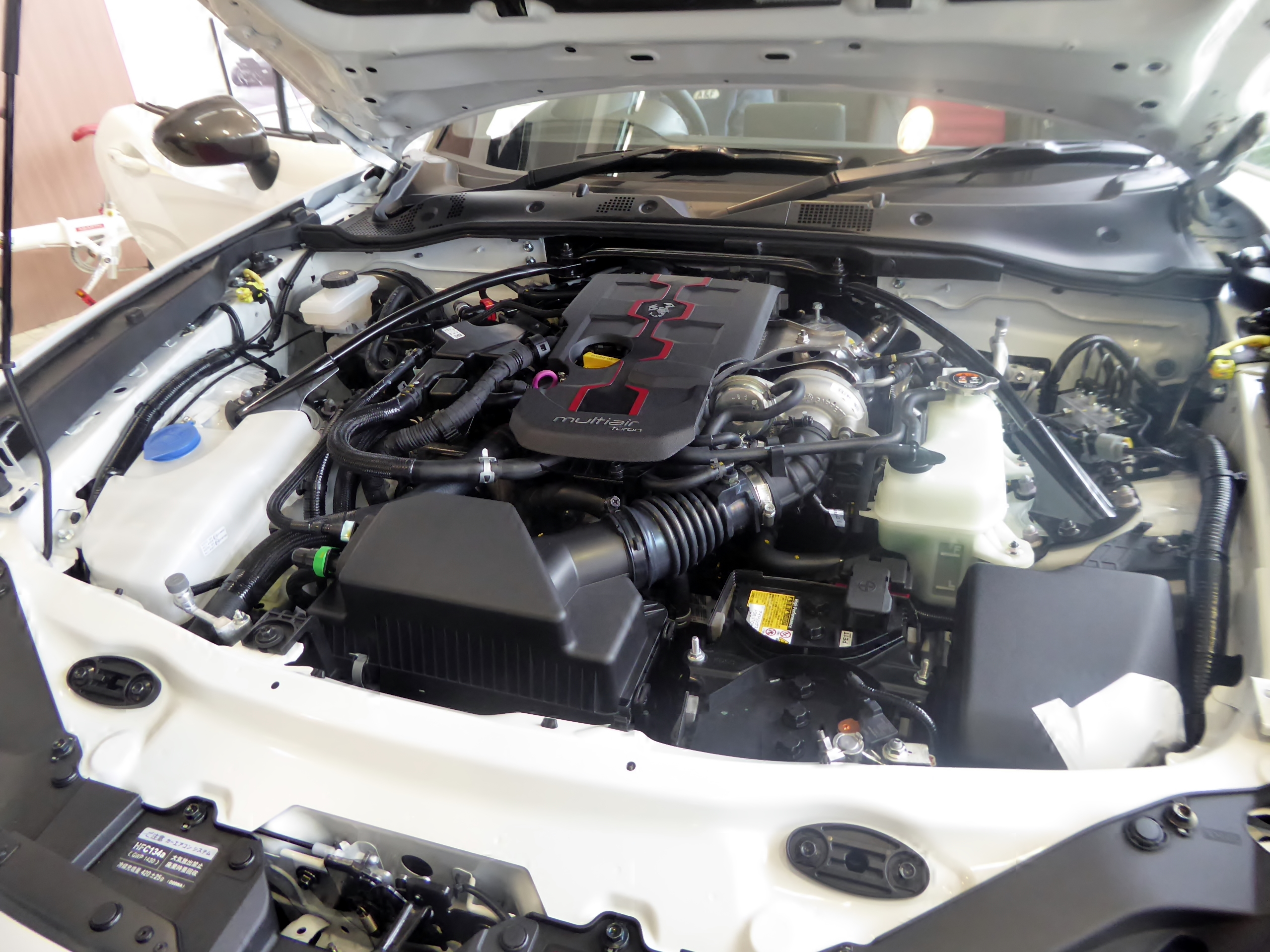
Vista del vano motore

Meccanicamente i tecnici Abarth hanno modificato la gestione elettronica (con l'opzione di disattivare tutti i controlli elettronici), l'assetto e la ciclistica della scoperta torinese agendo sulle nuove sospensioni Bilstein, con l'adozione di un differenziale meccanico autobloccante.
L'assemblaggio finale della vettura avviene nelle Officine Abarth di Mirafiori in Italia, dove le parti specifiche per ogni modello sono installati sulle vetture che provengono dalla linea di montaggio giapponese a Hiroshima insieme alla MX-5 e alla 124 normale.
La produzione è terminata a fine 2019 insieme alla controparte marchiata FIAT, a causa dello scadere dell'accordo stipulato con l'azienda nipponica e per via degli elevati costi per gli adeguamenti alle normative Euro 6d-temp del motore.

## 124 GT

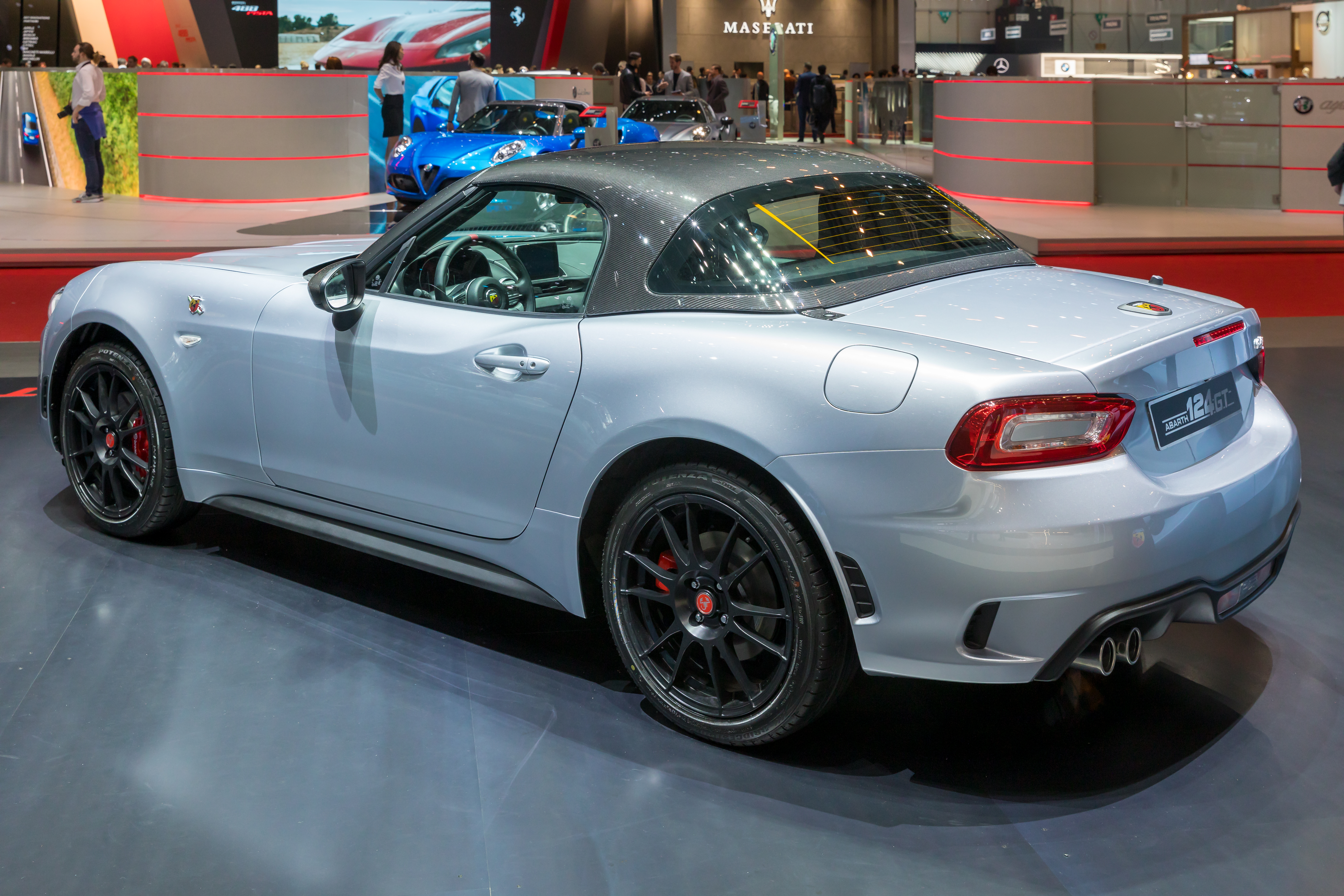
124 GT

Annunciata a febbraio 2018 per poi esordire un mese dopo a Ginevra, la Abarth 124 GT è una versione speciale caratterizzata dalla presenza di un hard top in fibra di carbonio dal peso di 16 kg, che va montato attraverso degli apposite clip e rispetto al tetto in tela garantisce maggiore rigidità torsionale complessiva e isolamento termico-acustico. oltre che ad essere dotato di vetro atermico con sistema di sbrinamento rapido.
Inoltre la 124 GT presenta altri dettagli specifici come una palette colori per la carrozzeria dedicata, cerchi in lega neri da 17″ della OZ Racing che hanno una massa inferiore di circa 3 kg rispetto a quelli standard, alcune finiture esterne come le calotte degli specchietti e lo spoiler anteriore in tinta nera. Inoltre sono presenti lo spoiler posteriore in fibra di carbonio, come pure le calotte degli specchietti (in opzione possono essere rosse) e l'impianto frenante Brembo con pinze rosse. A richiesta è possibile avere anche il cofano in nero opaco.  Ci sono nuovi ammortizzatori Bilstein utilizzato uno setup calibrato specificamente per l'Abarth 124 GT. Infine è presente l'impianto di scarico Record Monza con sistema dual mode, che permette di variare il percorso dei gas di scarico in base al regime del motore e di generare un più suono intenso.

## Motorizzazione
| Modello                   | Disponibilità | Motore  | Cilindrata (cm³) | Potenza         | Coppia Massima (Nm) | Emissioni CO2 (g/Km) | 0–100 km/h (secondi) | Velocità max (Km/h) | Consumo medio (Km/l) |
| 1.4 Turbo MultiAir Abarth | dal debutto   | Benzina | 1368             | 125 kW (170 CV) | 250                 | 148                  | 6.8                  | 240                 | 15                   |

## Abarth 124 Rally
L'Abarth 124 Rally è una versione per i rally del 124 omologata nella categoria FIA R-GT. Il prototipo, presentato al salone di Ginevra 2016, è filosoficamente influenzato e riprende alcuni elementi dell'omonima vettura che ha gareggiato nel campionato del mondo rally degli anni 70.

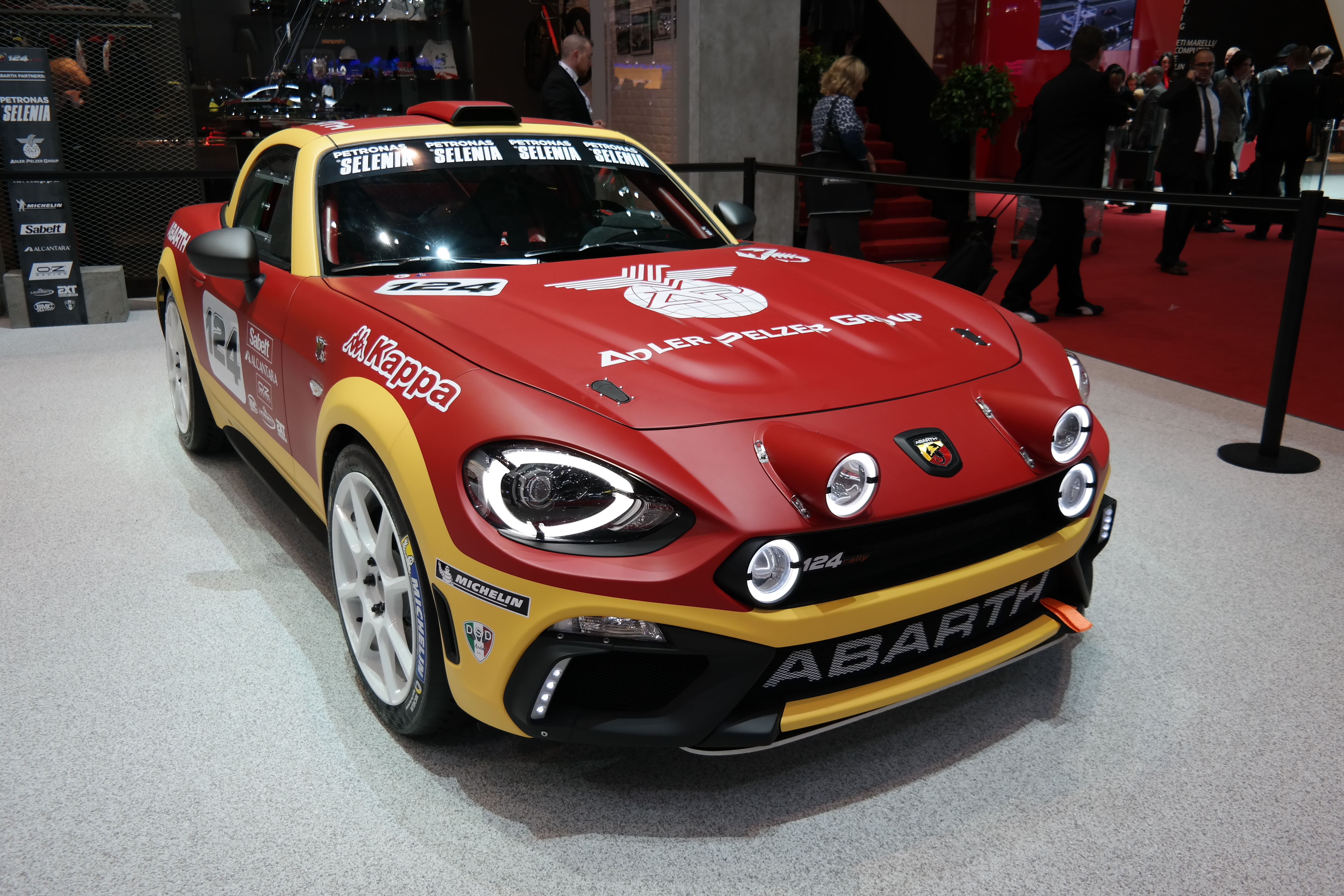
Prototipo della Abarth 124 rally al salone di Ginevra 2016

Ha un motore turbocompresso quattro cilindri in linea con distribuzione bialbero ed alimentazione ad iniezione diretta di benzina da 1,8 litri di derivazione Alfa Romeo precisamente dal 1750 dell'Alfa 4C, con 300 CV erogati a 6.500 giri; la trazione è posteriore dotata di differenziale autobloccante con una trasmissione sequenziale a 6 rapporti con comandi al volante. Le carreggiate sono state allargate ed è stata rinforzata la scocca con l'adozione di un roll-bar; inoltre meccanicamente è presente uno schema sospensivo con quadrilatero alto all'avantreno e multilink al retrotreno. Il propulsore è montato in posizione entrobordo dietro l'asse anteriore per migliorare l'equilibrio dei pesi. La carrozzeria dispone rispetto alla versione stradale di un tetto rigido al posto della capote in tela, prese d'aria maggiorate con una mascherina più ampia e quattro fari supplementari a LED circolari, cerchi in lega bianchi specifici da gara e freni potenziata.
Ha debuttato in una gara ufficiale è al 85º Rally di Montecarlo del 2017. L'auto sarà impiegata per una competizione monomarca divisa in sette gare presente all'interno del Campionato Italiano Rally denominato Trofeo 124 Abarth.